# 蝎子摆尾
蝎子摆尾是足球中的一种動作。球員向前俯衝或向前撲倒後，雙手撐地，隨後用後腳跟向前踢球，此時蝎子摆尾這個動作就算完成。 這個動作因球員踢球時時类似蝎子尾巴而得名。哥伦比亚门将勒内·伊基塔是第一個用這個動作擊球的球員。 